# Langenbruck
Langenbruck est une commune suisse du canton de Bâle-Campagne, située dans le district de Waldenburg.

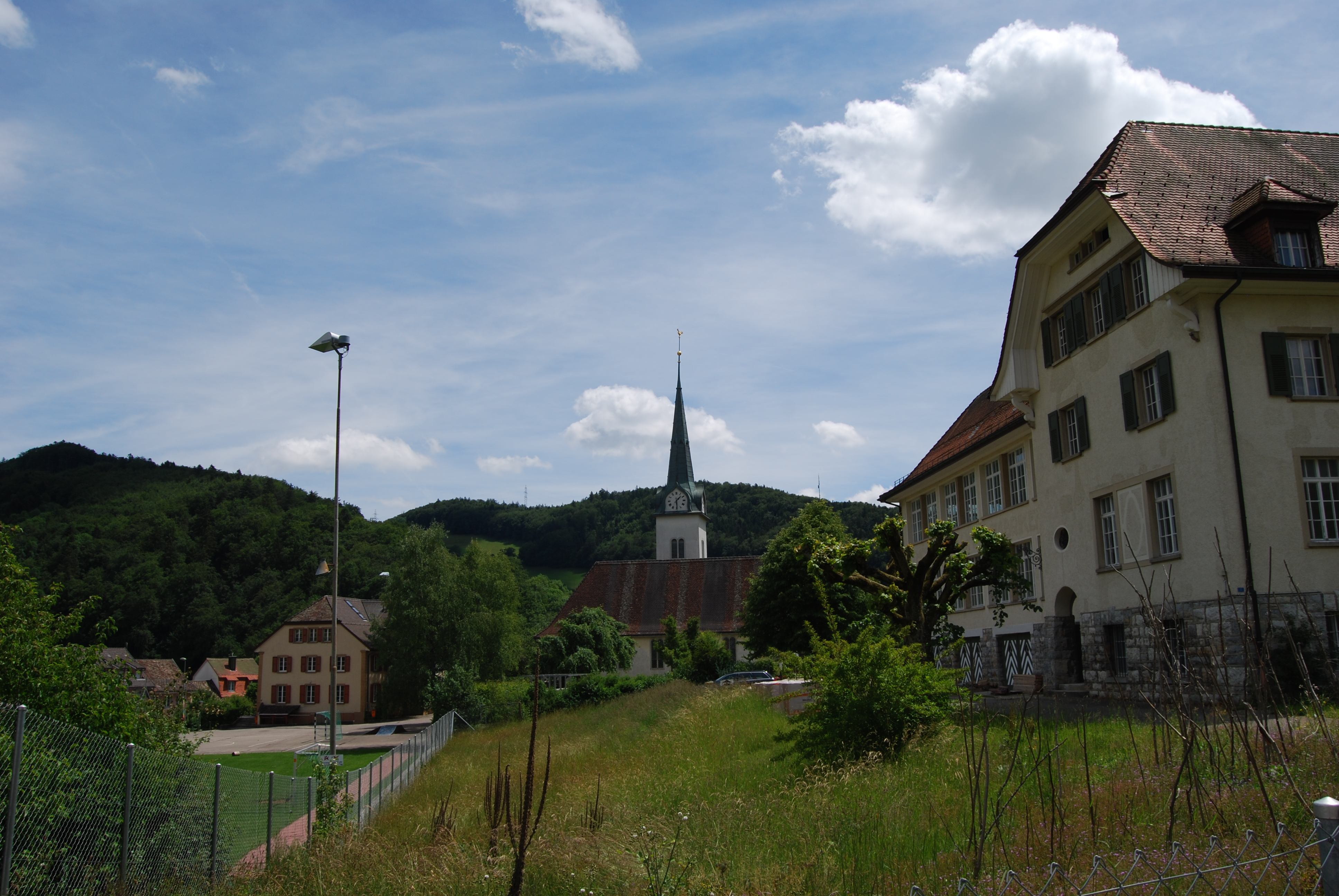
Langenbruck

## Histoire

Vue aérienne (1947)

Situé sur le versant sud du Haut-Hauenstein, le village est cité pour la première fois en 1145 sous le nom de Langebruccho. Précédemment, le village se trouvait sur la voie romaine reliant Augusta Raurica et la ville de Soleure.
Vers 900, le village est propriété du couvent de Murbach, puis, dès le XIe siècle, de la famille des comtes de Frobourg, qui y fondèrent le couvent de Schönthal en 1145. 
Le village est vendu à la ville de Bâle en 1400. La Réforme protestante est introduite sur le territoire de la commune en 1530 et un temple est érigé dans le village en 1590. Lors de la division du canton de Bâle en 1831, Langenbruck fait tout d'abord partie du canton de Bâle-Ville pendant une année avant de rejoindre Bâle-Campagne.

## Économie
L'économie de la commune est liée au trafic et à la route du col du Hauenstein. L'amélioration de cette route en 1740 provoque une densification de l'habitat alors que les travaux de 1833 et 1835 permettent une croissance démographique jusque vers 1860 liées à la création de plusieurs auberges, et d'activités liées au transport et à la construction en parallèle, la commune développe l'élevage, le commerce de bétail et la passementerie. 
La ligne de chemin de fer Bâle-Olten inaugurée en 1850 ayant provoqué une forte baisse du trafic sur le col, la commune développe alors le tourisme et un établissement de cure est construit en 1874, qui connait son apogée jusqu'en 1914. Pendant le XXe siècle, la commune construit un tremplin de saut à ski ainsi que plusieurs remonte-pentes afin de se profiler comme station de sports d'hiver.

## Personnalités
- Oskar Bider (1891-1919), pionnier de l'aviation, et sa sœur Leny Bider (1894-1919), actrice du cinéma muet

## Sources
- (de) Cet article est partiellement ou en totalité issu de l’article de Wikipédia en allemand intitulé « Langenbruck » (voir la liste des auteurs).
- Beatrice Schumacher, « Langenbruck » dans le Dictionnaire historique de la Suisse en ligne, version du 27 novembre 2007.